# 竜弓類
竜弓類（りゅうきゅうるい、Sauropsida）あるいは蜥形類（せきけいるい）は、有羊膜類に属する脊椎動物の一群である。
有羊膜類の二大グループの一方で、哺乳類よりもワニやトカゲに近縁な生物の総称。他にカメ、恐竜、鳥類、ヘビなどを含む。中竜類（絶滅）と爬虫類に分岐。中竜類の分類によっては、爬虫類の後行異名になる。

## 起源
石炭紀中期、爬形類の中に発生の初期段階に胚が羊膜を持つことで陸上での産卵が可能となったグループ、有羊膜類が現れた。かれらは水際から離れる事の出来ない両生類とは異なり乾燥した陸上生活に完全に適応し、急速に分布をひろげていった。そうした中から二つの大グループが現れる。一つは哺乳類へとつながる単弓類。もう一つは（鳥類を含む）爬虫類へとつながる竜弓類である。石炭紀中期には両者は分岐していたと思われる。

## 分類
Benton, 2004など参照。
†は絶滅

### 上位分類
カシネリア、ウェストロティアーナは所属する分類群が不明な初期の有羊膜類である。
- 有羊膜類 Amniota
  - カシネリア Casineria †
  - ウェストロティアーナ Westlothiana †
  - 単弓類 Synapsida
    - 盤竜目 Pelycosauria †
    - 獣弓目 Therapsida - 哺乳類を除いて絶滅
      - 哺乳類 Mammalia

  - 竜弓類 Sauropsida

### 下位分類
- 中竜類 Mesosauria †
- 爬虫類 Reptilia
  - 無弓類 Anapsida = 側爬虫類 / 擬爬虫類 Parareptilia †
  - 真正爬虫類 Eureptilia
    - カプトリヌス類 Captorhinidae †
    - 双弓類 Diapsida
      - 細脚類 Araeoscelida †
      - ヤンギナ類 Younginiformes †
      - 魚竜類 Ichthyosauria †
      - 竜（サウリア）類 Sauria
        - 鱗竜形類 Lepidosauromorpha
          - 鰭竜類 Sauropterygia †
            - 板歯類 Placodontia †
            - 偽竜類 Nothosauria †
            - 首長竜類 Plesiosauria †

          - 鱗竜類 Lepidosauria
            - ムカシトカゲ目 Sphenodontia : ムカシトカゲ
            - 有鱗類 Squamata : トカゲ, ヘビ

        - 主竜形類 Archosauromorpha
          - プロラケルタ目 Prolacertiformes †
          - カメ類 Testudines - 現在では分子系統学からワニなどに近縁とされる
          - 主竜類 Archosauria
            - クルロタルシ類 Crurotarsi
              - ワニ形類 Crocodylomorpha
                - ワニ目 Crocodilia

            - 鳥頸類 Ornithodira
              - 翼竜目 Pterosauria  †
              - 恐竜上目 Dinosauria - 鳥類を除いて絶滅
                - 竜盤類 Saurischia
                  - 鳥類 Aves

                - 鳥盤類 Ornithischia †